# Der Tanz der Schatten
Singles de Theatre of Tragedy
Cassandra
(1998)
Der Tanz der Schatten est un single de Theatre of Tragedy paru en 1996.

## Histoire
Le single est sorti le 16 septembre 1996. C'était le seul single de l'album Velvet Darkness They Fear.
Les stocks du single sont épuisés en quelques semaines ». Le titre est passé un peu partout dans les clubs gothiques d'Europe, et devient même l'hymne de la scène metal gothique. Le choix de la langue allemande pour ce titre est lié au fait que Rohonyi le chanteur est fan de musique gothique allemande et a donc un faible pour cette langue. Il voulait aussi s'essayer à la langue allemande, parce qu'il avait le sentiment qu'il risquait de stagner à force d'utiliser l'anglais moderne naissant à chaque fois. Aussi voulait-il essayer quelque chose de nouveau avec ce titre. Frode Hansen, le batteur, considère aussi ce titre comme un hommage à leur fans germanophones.

## Titres
1. Der Tanz der Schatten (mix Club) : 05:13
2. Black as the Devil Peinteth : 05:26
3. A Hamlet for a Slothful Vassal : 04:05
4. Der Tanz der Schatten (album version) : 05:28